# Berettyóújfalu
Berettyóújfalu is een stadje in het comitaat Hajdú-Bihar, in de regio Észak-Alföld (Noordelijke Grote Laagvlakte) in oostelijk Hongarije. De naam komt van de rivier Berettyó.
De oppervlakte van de stad is 170,98 km²; zij had in 2001 16.107 inwoners.

## Geschiedenis
In 1920 neemt Berettyóújfalu de rol van provinciehoofdstad op zich als de provincie Bihar wordt opgedeeld tussen Hongarije en Roemenië. Het Roemeense deel bevat de oude hoofdstad Nagyvárad en het kleinere Hongaarse deel krijgt daarom een nieuwe hoofdstad. In 1950 fuseert het Hongaarse Bihar met de provincie Hajdu tot Hajdu-Bihar.
In 1978 krijgt de plaats pas stadsrechten. Tegenwoordig is het een streekcentrum met vijf middelbare scholen en een ziekenhuis.
Aan de rand van de plaats ligt de ruïne van de abdij van Herpály. Dit was een plaats die verdween in de tijd van de Turks-Ottomaanse overheersing. In de jaren 70 zijn de funderingen van de kerk zichtbaar gemaakt na opgravingen.

## Geboren
- Gyula Kállai (1910 - 1996), politicus
- István Szondy (1925 - 2017), moderne vijfkamper
- György Konrád (1933 - 2019), schrijver

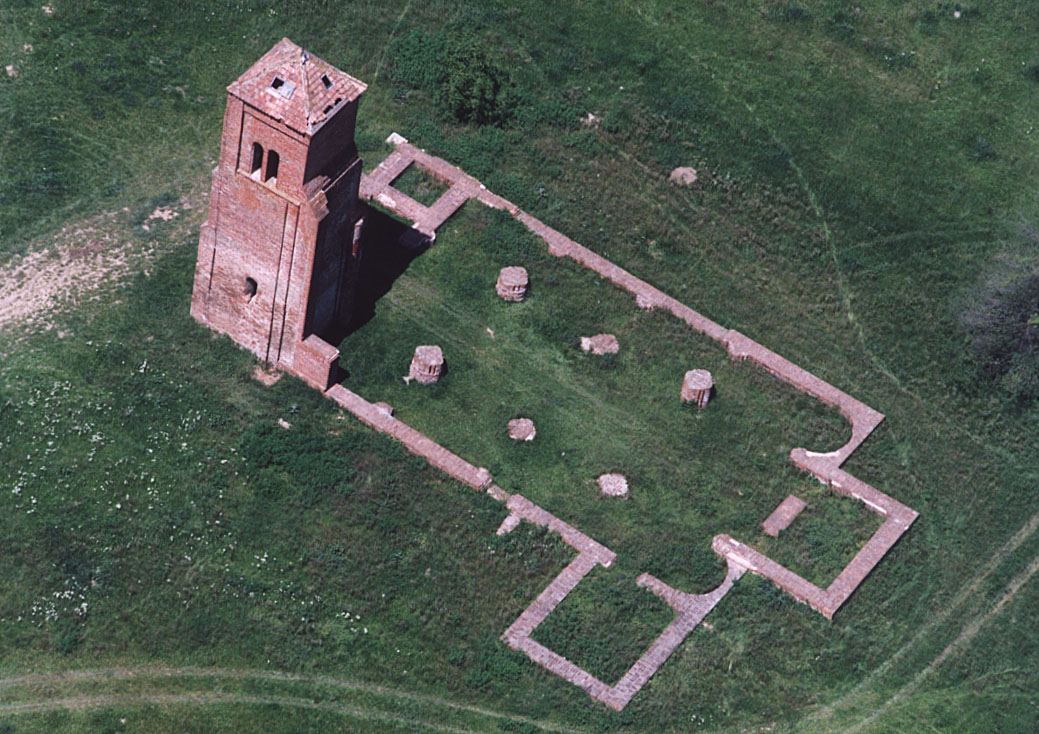
Luchtfoto van de ruïnes in Berettyóújfalu

- Imre Bujdosó (1959), schermer